# James Connolly (Dreispringer)

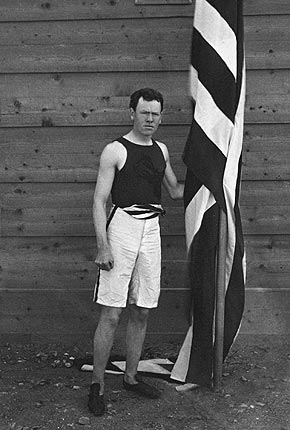
James B. Connolly

James Brendan Bennet Connolly (* 28. Oktober 1868 in Boston; † 20. Januar 1957 in New York) war ein US-amerikanischer Leichtathlet und wurde 1896 der erste Olympiasieger der Neuzeit.

## Leben
Connolly stammte aus einer armen irisch-amerikanischen Familie in South Boston (Massachusetts). Er studierte an der Harvard-Universität. Da ihm eine Freistellung von der Universität nicht zugesprochen wurde, um an den Spielen teilzunehmen, exmatrikulierte er sich selbst. 1949, im Alter von 83 Jahren, erhielt er von seiner Universität jedoch die Ehrendoktorwürde.
James Connolly gewann bei den Olympischen Spielen 1896 in Athen den Dreisprungwettbewerb mit 13,71 m und wurde damit der erste Olympiasieger der Neuzeit überhaupt. Außerdem wurde er Zweiter beim Hochsprung und Dritter beim Weitsprung. Bei den Olympischen Spielen 1900 in Paris belegte er im Dreisprung den zweiten Platz. Des Weiteren nahm er an den Zwischenspielen 1906 in Athen teil.
Goldmedaillen gab es 1896 noch nicht (diese wurden erst bei den Olympischen Spielen 1904 eingeführt). Alle Platzierten wurden am Schlusstag (bei strömendem Regen) geehrt, die Sieger mit Silbermedaillen und Olivenzweigen, die Zweiten mit Bronzemedaillen und Olivenzweigen, die Dritten gingen leer aus. Einige Literaturstellen sprechen bei der Ehrung des Zweitplatzierten von Kupfermedaillen und Lorbeerzweigen.
1909 überlebte Connolly die Kollision des Ozeandampfers Republic mit dem italienischen Schiff Florida vor der Insel Nantucket.
Unter dem Namen James B. Connolly wurde er später vielgelesener Autor von Seemannsgeschichten. Die Connollystraße im Münchner Olympiadorf ist nach ihm benannt. Ab 1908 war er Mitglied der American Academy of Arts and Letters.

## Ergebnisse/Platzierungen bei Olympischen Spielen
| Disziplin  | 1896 | 1900 | 1906 |
| ---------- | ---- | ---- | ---- |
| Hochsprung | 2.   | –    | –    |
| Weitsprung | 3.   | –    | 27.  |
| Dreisprung | 1.   | 2.   | 18.  |

(1906 Olympische Zwischenspiele in Athen)